# Waterloo Hurricanes
Waterloo Hurricanes je bil mladinski hokejski klub iz Waterlooja. Igral je v Ontario Hockey Association od 1950 do 1952. Domača dvorana kluba je bila Waterloo Memorial Arena.
Klub je zapadel po sezoni 1951/52 zaradi finančnih bremen. Tisto sezono je tudi tekmoval s konkurenti iz najbližjega sosednjega mesta, moštvom Kitchener Greenshirts.

## NHL igralci
Dva igralca sta napredovala do lige NHL:

Norm Defelice

Warren Godfrey

## Izidi
| Sezona  | Tekem | Zmag | Porazov | Remijev | TOČ | %     | GF  | GA  | Uvrstitev |
| 1950/51 | 54    | 7    | 44      | 3       | 17  | 0.137 | 163 | 339 | 10. v OHA |
| 1951/52 | 53    | 15   | 37      | 1       | 31  | 0.288 | 215 | 363 | 8. v OHA  |